# Phalène spaniel
El phalène spaniel és la versió petita del papillon spaniel, una raça petita també coneguda com el gos papallona o Continental Toy Spaniel (Epagneul Nain Continental).

## Història
El phalène és la forma més primerenca del papillon spaniel; l'aspecte de la varietat no va ser documentada fins al segle xvi, per aquesta època el phalène havia estat retratat en nombroses pintures, particularment retrats de rics per grans mestres i els seus estudiants. Bèlgica, França, Espanya, i Itàlia han col·laborat en la creació o desenvolupament de gossos papallona. La popularitat del papillon va començar a partir del segle xix.
A mitjans del segle XX la popularitat del papillon va enfonsar la del phalène, el qual es va enfonsar prou per esdevenir en perill d'extinció. Afortunadament, la raça va tenir alguns criadors i es va poder salvar. La varietat va ser anomenada phalène, o ‘arna de nit'.
El segle xxi ha vist un ressorgiment d'interès pel phalène, on és jutjat juntament amb el papillon, els jutges han d'estar prou familiaritzats amb l'estàndard de la raça per apreciar les qualitats del phalène.
El phalène és considerat una variant del papillon a l'American Kennel Club, on són registrats com papillons i mostrats i jutjats en les mateixes classes. L'estàndard de la raça és igual a excepció de l'orella caiguda, la qual no cau tan baixa en el cap com en altres races spaniels. Als països on els clubs segueixen les directrius de la Federació Cinològica Internacional el phalène és considerat una raça separada.